# Oderwisko
Oderwisko – grunt dotąd niebędący własnością państwa, po trwałym zajęciu następującym w sposób naturalny przez wodę płynącą, stający się własnością państwa. Dotychczasowemu właścicielowi przysługuje odszkodowanie.